# Francisco Manuel Homem Cristo
Pour les articles homonymes, voir Homem Christo.
Francisco Manuel Homem Christo (Aveiro, 8 mars 1860 - Aveiro, 25 février 1943) est un officier de l'armée portugaise et parlementaire. Avec son épouse, Laura, ils sont les parents de l'écrivain, Francisco Manuel Homem Cristo Filho, et le trisaïeul de Guy-Manuel de Homem-Christo, des Daft Punk.

## Publications
Toutes effectuées en langue portugaise :
- Les événements du 31 janvier et mon arrestation ;
- Pro Patria ;
- Banditisme politique ;
- Lettres de loin: I - Enseignement secondaire au Portugal et en France ;
- Lettres de loin: II - "Pour la défense de l'éducation du peuple ;
- Monarchistes et républicains ;
- Bolchevisme en Russie ;
- Notes de ma vie et de mon temps (7 volumes)